# Édouard J. Maunick
Édouard Joseph Marc Maunick est un homme de lettres et diplomate mauricien né le 23 septembre 1931 dans le district de Flacq et mort le 10 avril 2021 à Paris.

## Biographie
Édouard Maunick est né à Flacq sur l'île Maurice en 1931 dans une famille métisse. Il travaille brièvement comme bibliothécaire à Port-Louis, puis s’installe à Paris fin 1960, où il travaille à la Coopération radiophonique. Il publie également des articles pour Présence africaine, proche du panafricanisme, et d’autres journaux. Il entre à l'UNESCO en 1982, où il devient le directeur des échanges culturels et de la Collection Unesco d'œuvres représentatives fondée par Roger Caillois. De 1985 à 2001, il est membre du Haut Conseil de la francophonie. De 1994 à 1995, il est ambassadeur de Maurice en Afrique du Sud. En 2003, l’Académie française le distingue à deux reprises, pour avoir contribué au « rayonnement de la langue et de la littérature française » en 1990, et en 2003 du Grand Prix de la francophonie pour l’ensemble de son œuvre,.
Il meurt en avril 2021 à 89 ans à Paris,.
Édouard Maunick est le père du musicien et producteur Jean-Paul 'Bluey' Maunick, fondateur du groupe Incognito.

## Poésie
Il écrit des poésies où il transmet son sentiment d’isolement et rappelle la persécution dont ses ancêtres africains ont fait l’objet (Les Oiseaux du sang en 1954 ; Les Manèges de la mer en 1964 ; Mascaret ou le livre de la mer et de la mort en 1966). Il écrit Fusillez-moi en 1970 pour protester contre la guerre du Biafra, où des Noirs tuent des Noirs.
D’autres œuvres suivent, comme Africaines du temps jadis en 1976 ; En mémoire de mémorable suivi de Jusqu’en terre Yoruba en 1979.

## Œuvres

### Poésie
- 1954 : Ces oiseaux du sang ;
- 1964 : Les manèges de la mer ;
- 1965 : Jusqu'en terre Yoruba ;
- 1966 : Mascaret ou le livre de la mer et de la mort ;
- 1970 : Fusillez-moi ;
- 1977 : Ensoleillé vif ;
- 1979 : En mémoire du mémorable suivi de Jusqu'en terre Yoruba ;
- 1982 : Désert archipel suivi de Cantate païenne pour Jésus Fleuve ;
- 1983 : Nja Mahdaoui Préface et poèmes ;
- 1985 : Saut dans l'arc en ciel ;
- 1987 : Le cap de désespérance, Soweto ;
- 1987 : Un arbre en est la cause ;
- 1987 : Mandela mort et vif ;
- 1988 : Paroles pour solder la mer ;
- 1988 : Anthologie personnelle ;
- 1989 : Pays de permission ;
- 1990 : Toi laminaire (Italiques pour Aimé Césaire) ;
- 1996 : De sable et de cendre ;
- 2000 : Seul le poème ;
- 2001 : Mandela mort et vif/Mandela dead and alive ;
- 2001 : Elle et île de la même passion ;
- 2004 : Brûler à vivre/Brûler à survivre ;
- 2005 : 50 quatrains pour narguer la mort (Bartoldi, Maurice) ;
- 2006 : 50 quatrains pour narguer la mort suivi de Contre silence (Seghers).
- 2019 : Manière de dire non à la mort. Anthologie personnelle. 50 ans de poésie (Immédia, Maurice)
- 2024:  Ces oiseaux du sang avec une traduction en kreole mauricien de Kavinien Karupudayan (Immedia,  Maurice)
- 2025: Mosaïque (Editions Points)

### Prose
- Africaines du temps jadis
- Kala who dreams to go to the sea
- Kan to per ki mo la
- Tango
- La mer prodigue de solitude
- Sarah la déblessure
- Je ne connais pas de nudité plus nue
- L'avion suivant
- Pli sega ki sa gaté!

### Discographie
- Édouard Maunick dit Édouard Maunick (Production Decca, Société Française du Son, 1972
- Édouard Maunick (Archives sonores de la littérature noire de l'océan indien, 1981)
- Les grandes voix du Sud- II Insularité et poésie (Frémeaux & associés)

### Cinéma
- Ki koté la mer: film écrit et raconté par l'auteur, réalisation Sandro Agénor, Antenne 2

## Distinctions
- Membre du comité d'honneur de la Maison internationale des poètes et des écrivains de Saint-Malo[5]
- 1977 : Prix Guillaume-Apollinaire pour Ensoleillé vif
- 1989 : Prix Tchicaya U Tam'si pour la poésie africaine
- 1990 : Prix du rayonnement de la langue française
- 2003 : Grand prix de la francophonie
- 2014 : Nommé au Neustadt International Prize for Literature

## Décorations
- Officier de l'ordre national du Lion du Sénégal
- Officier de la Légion d'honneur
- Grand officier de l'ordre de l'Étoile et de la Clé de l'océan Indien (Île Maurice)
- Commandeur de l'ordre des Arts et des Lettres